# Ctenella
Ctenella is een geslacht van neteldieren uit de klasse van de Anthozoa (bloemdieren).

## Soort
- Ctenella chagius Matthai, 1928